# Charles Ruijs de Beerenbrouck
Charles Joseph Maria Ruijs de Beerenbrouck, né le 1er décembre 1873 à Ruremonde et mort le 17 avril 1936 à Utrecht, est un homme d'État néerlandais, Président du Conseil des ministres des Pays-Bas de 1918 à 1925 puis de 1929 à 1933. Il était membre du parti catholique RKSP.

## Distinctions
- Commandeur de l'ordre du Lion néerlandais